# Maquinismo
El maquinismo fue la introducción de maquinaria y sistematización a los procesos de fabricación para facilitar la elaboración de productos y reducir sus costos. Es un concepto histórico que hace contacto al fenómeno acontecido durante el final de la Revolución industrial, coincidiendo con la introducción masiva de maquinaria para sustituir o reducir el trabajo. Surgió en Inglaterra en el siglo XVII. 
Desde fines del siglo XVII la revolución maquinista tuvo, como fundamental escenario, el Reino Unido, donde se realizaron los más trascendentales adelantos de carácter mecánico. Se inventaron nuevos medios de comunicación y de transporte. Se crearon artefactos de uso doméstico que modificaron las condiciones de vida diaria. Por último, se perfeccionaron las máquinas a vapor y se inventaron los motores eléctricos y de explosión.
La introducción de la tecnología y la mecanización supuso una auténtica revolución en la forma de producción, de manera que se produjeron drásticos cambios laborales y sociales. En Inglaterra, cuna de la Revolución industrial, se dio el ludismo, un movimiento obrero que buscaba acabar con el nuevo planteamiento productivo mediante la destrucción de las máquinas para mantener el trabajo artesano.El maquinismo ayudó a las industrias a producir más en menos tiempo y menos gastos lo que hacía que el capital recaudado fuera reinvertido. Esto fue un cambio fundamental en la revolución industrial.

## Aspectos generales
El periodo histórico donde se registró un proceso de honda transformación en los métodos de producción, comunicación y transporte. El invento y desarrollo del motor a vapor reemplazo a la energía muscular proveniente del hombre y las fuerzas del agua y el viento, con lo cual el trabajo manual pasó a convertirse en mecánico.
La Primera Revolución Industrial se caracterizó por el nacimiento de la industria textil, la máquina a vapor, la invención de la locomotora, la revolución agraria y el incremento de la población y comprende los años 1760 a 1860. La Segunda Etapa de cambios se vivió a partir de 1860, época donde se registran avances en la evolución de la ciencia y la tecnología.

## Industrias manufactureras, de comercio y de los transportes
Forman éstas un primer grupo, notable por su aptitud para aprovecharse de los inventos nuevos y para someterse a todas las exigencias de la distribución del trabajo, debiendo esta superioridad a la naturaleza de sus operaciones.
Como tienen que transformar materias primas ya extraídas de la tierra, o bien cambiar y transportar productos ya elaborados, disponen a su antojo del tiempo y el espacio.
En general, nada se opone a que, libremente elijan el lugar de su establecimiento. Nada tampoco les impide que se dediquen al trabajo sin interrupción y repetir un número indefinido de veces los mismos actos. En cierto modo pueden, por tanto, a multiplicar a voluntad las ventajas de un invento, hasta que sean satisfechos los pedidos de los consumidores. La distribución del trabajo tiene también gran latitud en estas industrias. Con la única condición de formar un personal para las nuevas funciones que ha de desempeñar, pueden establecer todas las combinaciones que quieran para la organización de las máquinas. La naturaleza no les opone dificultad alguna,. En una fábrica, en un gran almacén, en una empresa de ferrocarriles o de navegación, se puede, si la potencia de las máquinas lo consiente o la extensión de la clientela lo exige, dividir el trabajo entre mil obreros, como entre treinta o cuarenta.

## La agricultura
Esta industria, por el contrario, es, de todas las ramas de la producción, aquella que por el momento al menos ha obtenido menor provecho de los inventos, y aquella que más dificultades encuentra para la división del trabajo. Lejos de disponer a su voluntad del tiempo y del espacio, se halla en este concepto bajo la estrecha dependencia de la naturaleza.
Haga lo que haga, ha de someterse a las leyes de la variación, de las estaciones del año, y por grande que sea el interés en multiplicar sus explotaciones, no puede salirse de los límites de territorio de que dispone.
Todo invento en materia agrícola háyase necesariamente limitado en su efecto, puesto que en un tiempo dado no puede ser aplicado sino un cierto número de veces y una cantidad de terreno determinado.
El progreso realizado puede, sin duda alguna, en sus condiciones ser considerable, pero no es susceptible de una extensión indefinida.

## Las industrias extractoras
Ocupan éstas una situación intermedia entre los dos grupos que acaban de estudiarse. Como dependientes que son de la naturaleza, no pueden a su voluntad extender el efecto de los inventos y modificar con
toda libertad la organización del trabajo, pero son, bajo este aspecto, más libres que la industria agrícola. Por lo menos es esto cierto en las más importantes, las que extraen de la tierra el carbón y los minerales metalúrgicos. Sin duda alguna que un descubrimiento que permitiese aislar con menos gasto el hierro ó explotar con ventaja los minerales abandonados por ser poco ricos, tendría que estar limitado en sus resultados por el número y la importancia de los yacimientos. Una máquina nueva que hiciera con economía la desecación de las minas no podría ser aplicada sino en las ya explotadas o susceptibles de serlo.
En efecto, la división del trabajo se perfeccionará a medida que las necesidades aumenten, y mayor fuerza tendrán las causas que las hacen tan provechosas. Para duplicar los productos de una fábrica no es necesario duplicar el trabajo ni el capital, y una compañía de ferrocarriles no se ve obligada a decuplar el número de sus locomotoras para transportar diez veces más mercancías. Las industrias manufactureras, la comercial, y las de transportes, obedecen a una ley llamada la ley de los rendimientos más que proporcionales. El equilibrio necesario entre el aumento de las necesidades y la de la producción no se verá nunca en peligro.
La primera máquina para ahilar algodón fue lograda por James Hargreaves, carpintero - tejedor. Durante los años 1764-1767, inventó un torno o maquinaria simple, movida a mano y por medio de la cual se podía hilar, al principio seis o siete, pero después hasta ocho hilos a la vez.
En la misma época, Richard Arkwright, barbero, construyó en 1768, el “bastidor”. Era una máquina hiladora movida por una rueda que era impulsada por una corriente de agua y producía un hilo muy resistente.
Eli Whitney logró inventar la primera máquina desmotadora de algodón, es decir, una máquina que quitaba las semillas y las pelusas que naturalmente se encuentran en él.

## La edad del vapor
Pocas invenciones han gravitado tanto sobre la historia como la máquina a vapor. Los primeros inventos datan de 1698, cuando Thomas Savery construyó la primera bomba accionada por esta fuente. Luego, en 1712, Thomas Newcomen inventó el motor de balancín; en 1769, Nicolás Cugnot desarrolló un remolque de artillería propulsado por vapor; en 1780, James Watt ideó la primera máquina a vapor de “doble acción”; en 1787, John Fitch, construyó el primer buque a vapor; y en 1804, Richard Trevithick hace funcionar la primera locomotora arrastrada por una caldera de vapor. En el área automovilística, en 1769, Cugnot construyó en Francia y condujo el primer vehículo movido a vapor. 
El Barco a VaporEl primer modelo se denominó “Clermont”, construido por el ingeniero estadounidense Robert Fulton. Dicha embarcación hizo por primera vez un servicio de regular de pasajeros en 1807, en el río Hudson, entre las ciudades de Nueva York y Albany, a razón de 8,5 km/h. El modelo pesaba 150 toneladas y estaba equipado con una máquina a vapor y una rueda de pala. A partir de este barco, la navegación a vapor hizo rápidos avances en Estados Unidos y Europa, y en 1819, el Savannah cruzó el Atlántico.
El Primer SubmarinoEl mismo creador del barco a vapor, Robert Fulton, fue quien ideó los planos, que presentó a un directorio francés, de un buque sumergible llamado Nautílus. En 1801 se realizaron las primera pruebas de submarino primitivo quedando el artefacto bajo el agua casi una hora.
FerrocarrilAunque la primera locomotora utilizable fue originada por Richard Trevithick en el 1801, el primer ferrocarril verdadero fue construido por George Stephenson, en 1814. Su creación arrastró, sin dificultad, algunos vagones de carbón, y en sólo unos años, en 1825, corrió el primer tren de carga y de pasajeros a una velocidad de 24 km/h.
Imprenta a vaporEn 1814, el Times, diario londinense, instaló la primera imprenta de vapor, que le permitió cumplir en dos horas el trabajo que antes exigía un día. Hasta la aparición de estos inventos, las únicas máquinas existentes eran accionadas por el viento, el agua y los músculos de personas y animales.
- Datos: Q5995116